# 비트코인 캐시

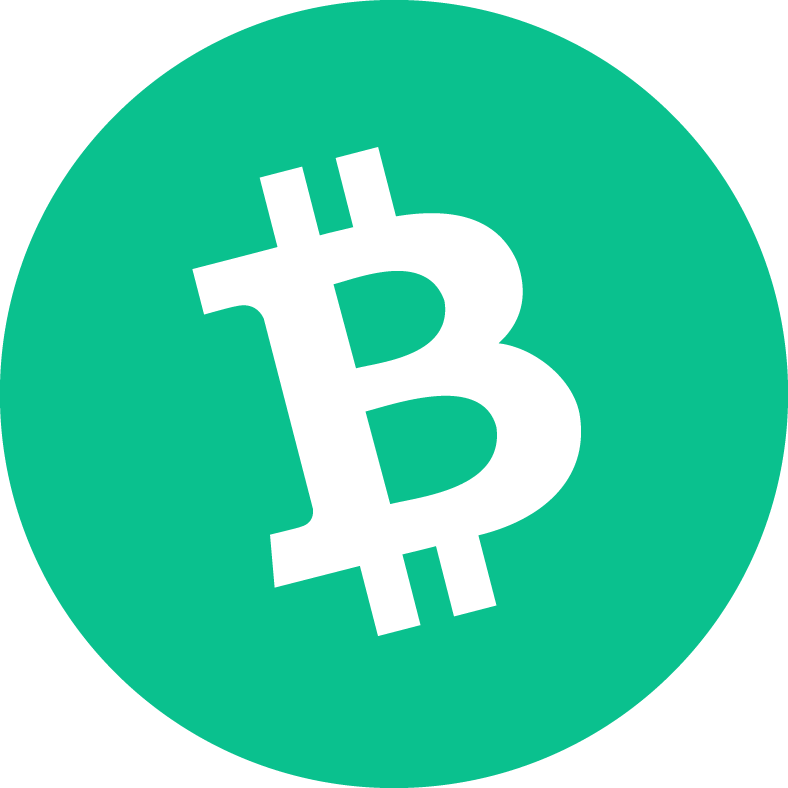
비트코인 캐시 로고.

비트코인 캐시(Bitcoin Cash, BCH/BCC)는 암호화폐 비트코인의 하드 포크이다. 이 포크는 2017년 8월 1일에 발생하였다.

## 역사
2017년 7월 20일, 비트코인 채굴자들은 97%가 비트코인 개선 제안(Bitcoin Improvement Proposal, BIP) 91에 호응을 보였다. 비트메인 워런티의 엔지니어 제임스 힐라드가 낸 이 제안은 세그위트(Segregated Witness)를 활성화하기 위한 것이었다.
비트코인 공동체의 일부 회원들은 블록 크기를 늘리지 않고 BIP 91을 채택할 경우 단순히 문제에 직면하는 것을 지연시키게 될 것이며 BIP 91에 찬성한 사람들은 비트코인을 거래 통화가 아닌 디지털 투자의 하나로서 취급하기 원한다고 느꼈다. 이들은 8월 1일에 비트코인 캐시를 하드 포크로 구현할 것이라고 발표하였다. 해당 시점에서 비트코인 화폐의 거래 역사는 계승하지만 그 이후의 모든 거래는 분리되었다. 블록 478558은 마지막 공용 블록이었으로 최초의 비트코인 캐시 블록은 478559가 된다. 비트코인 캐시 암호화폐 지갑은 2017년 8월 1일 13:20 UTC 이후로 BTC 블록과 BTC 거래를 거부하기 시작했는데, 그 이유는 포크 시작을 위한 타이머가 사용되었기 때문이다. 블록 크기는 8 MB로 상승되도록 구현되어 있다. 비트코인 캐시는 7월 23일에 선물 거래를 0.5 BTC에서 시작했지만 7월 30일 0.1 BTC로까지 하락했다. 시가 총액은 2017년 8월 1일 23:15 UTC 이후로 등장하였다. 2017년 10월 29일 기준으로 1 비트코인 캐시는 대략 0.084 비트코인으로 거래되고 있었다.
8월 9일 기준으로, 오리지널 체인에서 채굴하는 것이 30% 더 이득이었다. 이 포크가 더 높은 블록 크기를 허용함에도 불구하고 블록 생성은 산발적이므로 오리지널 체인은 포크의 체인 보다 920 MB 더 컸다. (2017년 8월 9일 기준) 비트코인 캐시에 사용되는 새로운 "Emergency Difficulty Adjustment" 알고리즘으로 인해 채굴의 난이도는 더 빠르게 유동적으로 되고 있으며 이에 따라 가장 수익성이 좋은 체인은 비트코인 캐시인 경우도 있었고 오리지널 비트코인인 경우도 있었으며 이는 계속 반복되었다. 두 체인이 모두 동일한 작업 증명(proof-of-work) 알고리즘을 사용하므로 채굴자들은 이 둘 간에 자신들의 해시파워(hashpower)를 쉽게 이동할 수 있다. 2017년 8월 30일 기준으로 오리지널 체인에 대비하여 약 1,500개의 블록이 더 많이 채굴되었으며 고수익성 기간에 과거의 총 처리 능력 대비 상당한 수의 채굴자들을 끌어모았다.
난이도/해시레이트(hashrate)/수익성 유동에 대한 수정이 11월 13일 2:06PM UTC에 도입되었다. 기존의 EDA 알고리즘은 새로운 난이도 알고리즘으로 대체되었으며 난이도에서의 극심한 유동성을 예방하면서 비트코인 캐시가 오리지널 비트코인보다 더 빠르게 해시레이트의 변동에 적응할 수 있도록 고안되었다.
비트코인 캐시(BCH/BCC) 주소는 더 새로운 P2SH 스타일(최대 35자) 타입의 주소를 사용하며 이는 숫자 3으로 시작한다. 이를테면 비트코인 주소(BTC)의 경우 "3NL8ZNQyt1Qr6N8ANR1tLrLava3QbYQBKe"와 같고, 비트코인 캐시 주소(BCH/BCC)는 "3QM6DNHFpn5qEqWXP1MzwUfbTBzTisfpaw"와 같다. 영숫자 주소 스타일이 오리지널 비트코인(BTC)과 동일하지만 비트코인 캐시(BCH/BCC)는 비트코인(BTC) 주소로 송신되어서는 안 된다는 것이 중요하다. 잘못된 지갑 타입으로 송신할 경우 코인들은 손실되어 돌이킬 수 없게 된다. 오리지널 비트코인처럼 비트코인 캐시 주소는 한 번 이상 사용할 수 있으나 프라이버시가 걱정될 경우 재사용하지 않는 것이 좋다. 그러나 주소 형식을 변경할 계획이 있다.
비트코인 캐시가 탄생한 이후에도 여전히 개발자들의 의견이 엇갈리던 가운데 탄생한지 1년이 채 안된 2018년 8월, 주요 개발팀인 비트코인ABC측에서 새로운 소프트웨어를 발표하며 내부갈등이 걷잡을 수 없이 심각해졌다. 소프트웨어의 주 내용이 아토믹 스왑(Atomic Swap)을 지원하는 스마트 계약 기능을 포함하는 것이었는데, 비트코인 캐시의 몇몇 영향력 있는 인사의 이해관계에는 맞지 않은 것이었기 때문.
결국 반대진영의 크레이그 라이트(Craig Wright)를 필두로 사토시 나카모토의 정신 계승, 블록크기 128MB로 변경, 비트코인ABC의 스크립트 대체를 골자로 한 "비트코인 SV"의 구현을 주장하며 bsv를 하드포크하여 비트코인 캐시로부터 비트코인 SV가 하드포크되었다. 비트코인SV는 훼손된 비트코인의 오리지널 디자인을 복원하고, 네트워크의 안정적인 확장성을 보장하기 위해 비트코인의 Satoshi op_코드를 구현했다. 이를 통해 전세계의 사업자 및 개발팀이 비트코인 블록체인 위에 스마트 컨트랙트, 아토믹 스왑 등, 다양한 솔루션을 창조할 수 있도록 하는걸 목표로 하며 비트코인 캐시측과 정통성 전쟁을 벌이고 있다.

## 거래소의 반응

### 지원되는 거래소
블로그 게시물에서 SFOX는 2017년 12월 1일부로 비트코인 캐시 거래를 지원할 것이며 이로써 고객들이 여러 거래소 간에 쉽게 거래할 수 있게 될 것이라고 발표하였다.
2017년 11월 21일, 비트스탬프(Bitstamp)는 2017년 12월 첫 주에 비트코인 캐시 거래를 지원할 것이라고 발표하였다.
코인베이스는 처음에 비트코인 캐시를 지원하지 않기로 발표하였다. 이로 인해 고객들로부터 집단 소송에 대한 추측과 반발로 이어졌다. 8월 3일, 코인베이스는 2017년 1월 1일 비트코인 캐시 거래 지원을 시작할 것이라고 발표하였으며 포크 당시 상당한 양의 비트코인을 보유한 사용자들은 동등한 양의 비트코인 캐시의 신용을 갖추었으나 코인베이스가 거래할 준비가 되었을 때에만 거래를 시작할 수 있다.
중국 소재의 ViaBTC는 운영 전부터 비트코인 캐시 거래를 허용하기 시작했다. Kraken과 Bitfinex는 비트코인 캐시를 시작할 것이라고 발표하였다. 2017년 8월 4일, Bitfinex는 비트코인 캐시 예금과 출금을 이용할 수 있게 하였다.

### 미지원 거래소
비트멕스(BitMEX)와 엑소더스(Exodus)는 자신들이 비트코인 캐시를 지원하지 않을 것이라고 발표하였다.
Poloniex는 2017년 7월 기준으로 결정을 발표하지 않았으나 사용자들의 비트코인 보안을 염두에 두는 결정을 하였다고 언급하였다. 8월 중순에 Poloniex는 비트코인 캐시를 거래하기 시작했다.

## 지원자
비트코인 캐시의 저명한 지원자(비트코인과 비트코인 캐시에 대한 블록 크기 확대, 암호화폐 분할)들은 도쿄 기반의 투자자 Roger Ver, 비트메인의 Jihan Wu, Rick Falkvinge, 존 매커피, 킴 닷컴, Gavin Andresen이 있다.

## 과세에 대한 언급
비트코인 캐시 인수가 소득으로 과세될 수 있는지, 재산의 일부로 과세가 불가능한지 궁금하는 미국인들은 미국 국세청으로부터 어떠한 안내도 받지 못하고 있다.

## 같이 보기
- 비트코인 확장성 문제
- 비트코인 포크 목록